# Oscar Wilde
Oscar Fingal O'Fflahertie Wills Wilde, més conegut com Oscar Wilde, (Dublín, Regne Unit de la Gran Bretanya i Irlanda 16 d'octubre de 1854 - París, 30 de novembre de 1900) va ser un poeta, novel·lista i dramaturg irlandès en llengua anglesa. Després d’escriure en diferents formes al llarg de la dècada de 1880, es va convertir en un dels dramaturgs més populars de Londres a principis de la dècada de 1890. Se’l recorda sobretot pels seus epigrames i obres de teatre, per la seva novel·la El retrat de Dorian Gray, i per les circumstàncies de la seva condemna per "indecència greu" pels seus actes homosexuals consentits, que va esdevenir un dels primers "judicis a famosos" de l'època moderna. Va complir condemna en presó.
Els pares de Wilde eren intel·lectuals angloirlandesos a Dublín. En la seva joventut, Wilde va aprendre a parlar francès i alemany amb fluïdesa. A la universitat va seguir el curs de grau centrat en els clàssics (antiga Roma, antiga Grècia, llatí, grec antic i filosofia). Va demostrar ser un classicista excepcional, primer al Trinity College de Dublín, després al Magdalen College d'Oxford.
Es va associar amb la filosofia llavors emergent de l'esteticisme, dirigida per dos dels seus tutors, Walter Pater i John Ruskin. Després de la universitat, Wilde es va traslladar a Londres en cercles culturals i socials de moda. Al seu teatre retrata la veritable cara de la societat noble de la seva època. Demostra en cadascuna de les seves obres ser un gran coneixedor del comportament i el pensament humans, i fa un ús freqüent de la mordacitat comunament associada a l'humor anglès.

## Biografia

### Primers anys
Era el fill petit del matrimoni i va fer els estudis en la Portora Royal School d'Euniskillen, continuant-los a Dublín, en el Trinity College, entre el 1873 i 1874, i en el Magdalen College d'Oxford, des del 1874 fins al 1878, on es distingí pel seu gran aprofitament, aconseguint l'últim any el premi Newdigate per un poema sobre Ravena, que fou el resultat d'un viatge que realitzà el 1877 per Itàlia i Grècia. Durant la seva estada a Oxford se sentí molt influït per les ensenyances de John Ruskin. L'any 1875 es va iniciar a la lògia de la Universitat d'Apol·lo.
Després començà la publicació en diaris i revistes de cert nombre de poemes, dels quals alguns foren reunits en un volum el 1881 i publicats amb el títol de Poems by Oscar Wilde; una nova edició d'aquests aparegué a Nova York l'any següent. Aquest mateix any emprengué una tournée de conferències per l'Amèrica del Nord, en les quals desenvolupà la seva teoria d'Aesthetic Philosophy. Per aquesta mateixa època es representà en un teatre de Nova York el seu drama Vera; entre els anys 1883-1884 desenvolupà un cicle de conferències a Anglaterra; i el 1884, va contraure matrimoni amb Constanza Lloyd, de la qual tingué dos fills.

### RevistaThe Woman's World

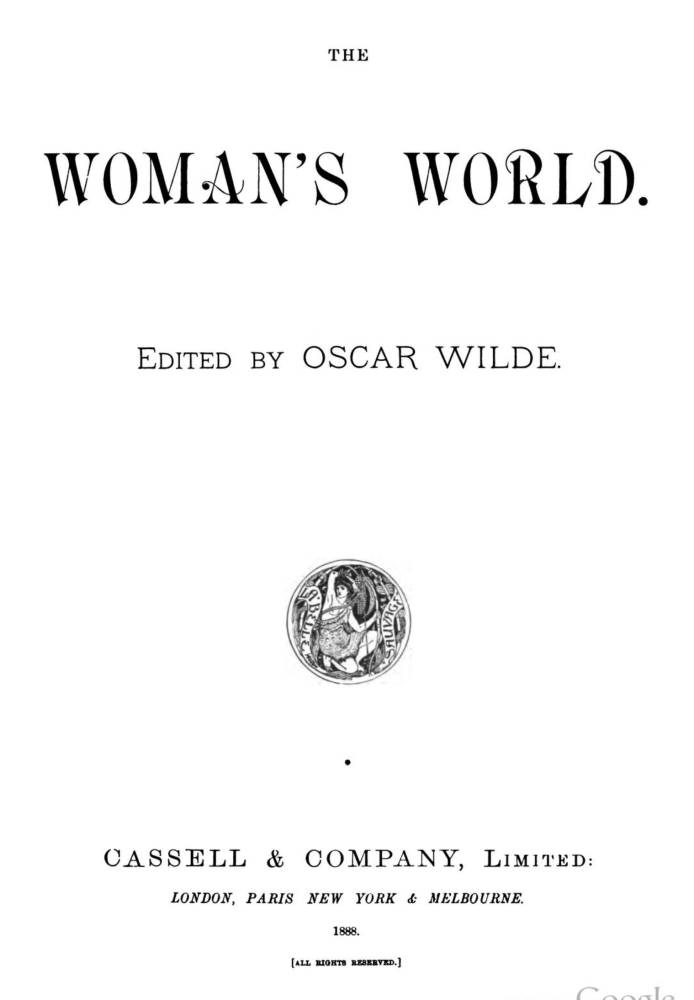
Primer volum de la revista The Woman's World, publicada per Oscar Wilde, al 1888.

L'abril del 1887 Oscar Wilde va acceptar la posició d'editor a la revista mensual il·lustrada The Woman's World, revista que fins aleshores era coneguda, segons Wilde, com una “estúpida producció trivial i vulgar”. Va jurar que sota la seva edició la revista seria “l'òrgan reconegut per l'expressió de les opinions de les dones en les qüestions de la literatura, l'art i la vida moderna […] la revista agafarà un marge més ampli, com també un punt de vista més elevat, tractant temes que no només se centren en com vesteixen les dones, sinó també en el que pensen i senten”.
En la producció d'aquesta revista s'hi reflecteixen les idees sobre les dones de Wilde, que creia que havien de tenir més autonomia en la societat Victoriana. Aquesta ideologia l'heretava de la seva mare “artists have sex but art has none”.
La revista va tenir grans col·laboradores al llarg de la seva història, entre elles destacaven activistes socials com Laura McLaren fundadora de Liberal Women's Suffrage Union, que va escriure el següent article “The Fallacy of the Superiority of Man”, on parlava sobre la no inferioritat de la dona. També van escriure estudioses de la literatura i dones de l'alta societat com la Comtessa de Portsmouth, Eveline que va escriure l'article “The Position of Women” on comparava el matrimoni amb una certa manera d'esclavisme. El que Wilde volia fer amb la revista era “que fos una revista que els homes poguessin llegir amb plaer, i considerar com un privilegi poder-hi contribuir”.
La revista tractava tot tipus de temàtiques: moda i la opressió que representava per les dones, l'educació de les dones com a prioritat i quina era la seva situació en l'àmbit polític. També és parlava de literatura, de fet la revista tenia un apartat “Literary and Other Notes” on Wilde posava l'atenció en llibres escrits per dones.
L'edició de The Woman's World va fer que la societat es comencés a prendre seriosament la figura d'Oscar Wilde, però la seva estada a la revista es va veure interrompuda al 1889, quan va abandonar-la al no acabar d'entendre’s amb la directiva. La revista va anar caient en l'oblit després de la dimissió de Wilde.

### Comença a editar amb força
Després d'editar (1887-89) la revista literària i de modes The Woman's World, el 1888 publicà el volum de contes The Happy Prince, que marcà en ell un període d'extraordinària activitat literària. El 1891 publicà una sèrie de petites novel·les amb el títol de Lord Arthur Savile's Crime; també publicà la novel·la El retrat de Dorian Gray i reimprimí alguns assaigs publicats en diaris i revistes que agrupà amb el títol de Intentions; en aquest mateix any, es representà a Nova York la seva comèdia en vers The Duchess of Padua. L'any següent donà a imprimir un nou volum de contes, The House of Pomegranates, i per primera vegada veié estrenar-se en una escena anglesa una obra seva, la comèdia en prosa Lady Windermere's Fan, que aconseguí un èxit extraordinari. Aquest pujà de punt i arribà a una veritable popularitat amb les obres A Worman of no importance (1895); An Ideal Husband (1895) i The Importance of Being Earnest (La importància de ser Frank) (1895) amb el subtítol A trivial comedy for serious people. L'any 1895 també publicà la seva col·lecció d'assaigs, Oscariana.

### Considerat autor dramàtic

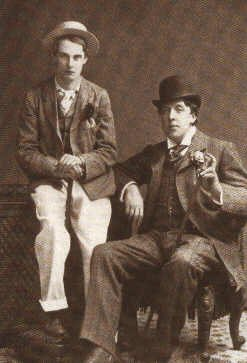
Lord Alfred Douglas i Oscar Wilde

La labor d'Oscar Wilde era reconeguda especialment com la d'un autor dramàtic, mentre que les seves narracions, novel·les, contes i poemes es consideraven secundàries. El 1893 va escriure en francès el drama en un acte Salomé, que fou representada l'any següent per Sarah Bernhardt i traduïda a l'anglès per Alfred Douglas. El 1894 publicà The Sphinx, poema compost segons el model d'In memoriam de Tennyson.

### Època daurada i judici
En aquella època Wilde fou, durant alguns anys, el favorit i ídol del públic, i visqué envoltat de gran faust. Aleshores ja gaudia d'una reputació universal i s'esperava d'ell una gloriosa carrera literària, quan el 1895 intentà un procés difamatori contra el marquès de Queensberry, i aquest, ensems, l'acusà del delicte d'homosexualitat. Va ser detingut i, després d'un procés molt publicitat, va ser comprovada l'existència d'actes que queien sota el Criminal Law Amendement Act. El  27 de maig de 1895 va ser condemnat a dos anys de presó amb treballs forçats. La sentència aixecà grans i nombroses protestes en els cercles literaris estrangers, però foren inútils: s'hagué de complir la seva condemna a Reading (Berkshire), on va compondre un commovedor llibre confessant la seva falta, titulat De profundis, del qual es publicà només la meitat aproximadament. L'altra meitat fou dipositada a la mort de Wilde al British Museum pels seus marmessors literaris per a què fos custodiada fins que, el 1960, es pogués publicar tal com va deixar determinat Wilde.

### La llibertat

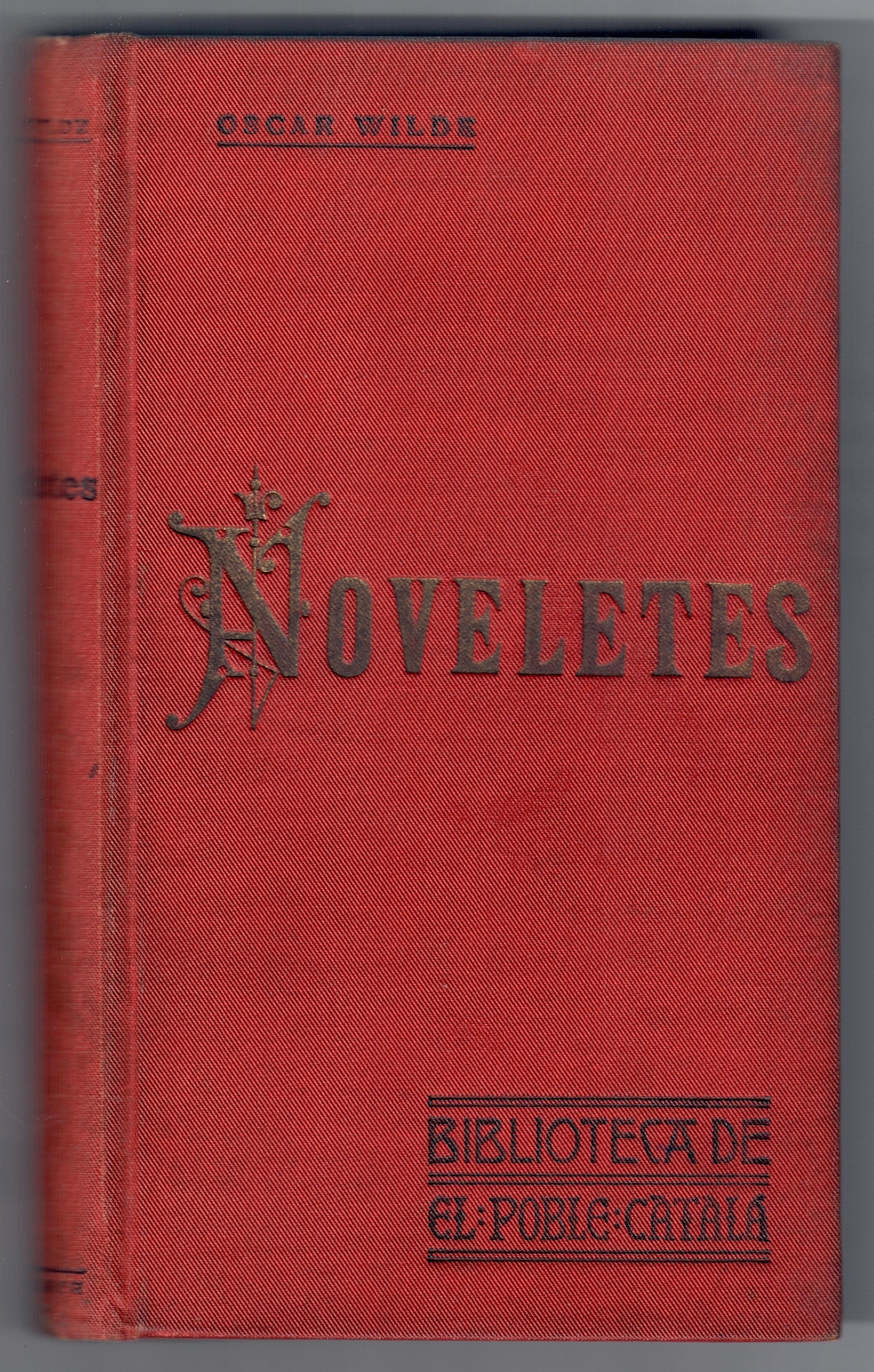
Noveletes (títol pre-fabrià; en grafia actual Novel·letes), recull de set narracions curtes d'Oscar Wilde, publicades a Barcelona l'any 1906 a la Biblioteca de El Poble Català

Assolida la llibertat el 29 de maig de 1897, va viure pobre i abandonat, primer a Berneval-le-Grand, prop de Dieppe, i després a París, molt espatllat en la seva energia pel treball. Finalment, es va donar a la beguda, els seus béns van ser intervinguts i cap editor gosava vendre els seus llibres, ni cap teatre representar les seves obres. Malgrat els seus minsos mitjans, passà algunes curtes temporades a Itàlia i en alguns llocs a la vora del mar i riberes del Sena i del Marne. El 1898 morí la seva esposa, de la qual es trobava separat, i aquell mateix any publicà The Ballad of Geol Reading (Londres, 1898), que signà C. 3.3., que era el seu número a la presó. Aquesta obra és extravagant i en ella l'autor descriu les opinions dels seus companys de presó mentre s'executava a un d'ells. Va ser l'última obra de la seva vida.

### La mort d'un geni
Va morir trencat pels sofriments de la seva condemna, després d'una curta malaltia, i deixant a un legatari un manuscrit de més de 200 pàgines que constitueix una relació apologètica de la seva vida. Finalment, un teatre de Londres es llançà a estrenar una obra dramàtica de Wilde, i el seu nom sortí del silenci al qual el seu procés l'havia condemnat. A l'èxit d'aquesta reposició seguiren els d'altres peces dramàtiques: el 1906, Richard Strauss va posar música al seu drama Salomé, i amb el seu teatre, les seves altres obres, novel·les, contes, assaigs, es veieren traduïdes a la major part de llengües europees i s'escenificaren algunes de les seves narracions. A Anglaterra, Itàlia, França, Alemanya i Espanya es van publicar les seves Obres completes , els seus autògrafs es cotitzaren a preus molt alts, etc. El 1928 fou trobat el manuscrit La duquessa de Pàdua, que es considerava perdut i pel qual s'oferien quantitats importants. Aquest original fou guardat pel pare de l'actor Arliss, el qual era tipògraf en la impremta on s'edità el llibre.

## Anàlisi
Wilde fou un escriptor original i brillant, un artista consagrat a l'art per l'art i dotat d'extraordinari refinament, gran vivesa d'enginy i un culte de la bellesa. Alguns comentadors de criteri mesquí atribueixen part del seu èxit a la mateixa anormalitat de la seva vida i a l'atmosfera creada al voltant d'ell pel ressonant procés dels seus desordres. Contra aquests, s'alça el criteri de la majoria. Un dels seus crítics escriu:
| « | L'èxit d'Oscar Wilde es deu tan sols a una raó: que es tracta d'un dels més fins escriptors de les lletres contemporànies, dotat d'altes qualitats, talent, gràcia, originalitat, agudesa, esperit crític, exquisidesa d'estil que fan immortal el nom d'un vertader creador de l'art. La seva obra, impregnada d'un ample valor d'universalitat, és amable i comprensible per als públics de totes les latituds, sense reduir-se, com ocorre a molts dels seus coetanis anglesos, a una sensibilitat racial de difícil exportació i comprensió exòtica. Si el públic va fer quelcom per Wilde, i més que el públic els editors i la crítica, ha estat reparar la injustícia comesa amb ell per Anglaterra, restaurant, inclús en la mateixa terra britànica, gràcies, sobretot, al grup serè i generós que capitanejava l'admirable mister Robert Ross, la memòria d'un home víctima de la societat i imposant el respecte i encès l'amor a una obra per tants conceptes important. | » |

## Obres principals

### Prosa
- 1891 El retrat de Dorian Gray.

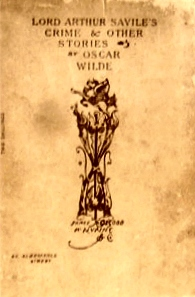
Portada dEl crim de lord Arthur Saville.

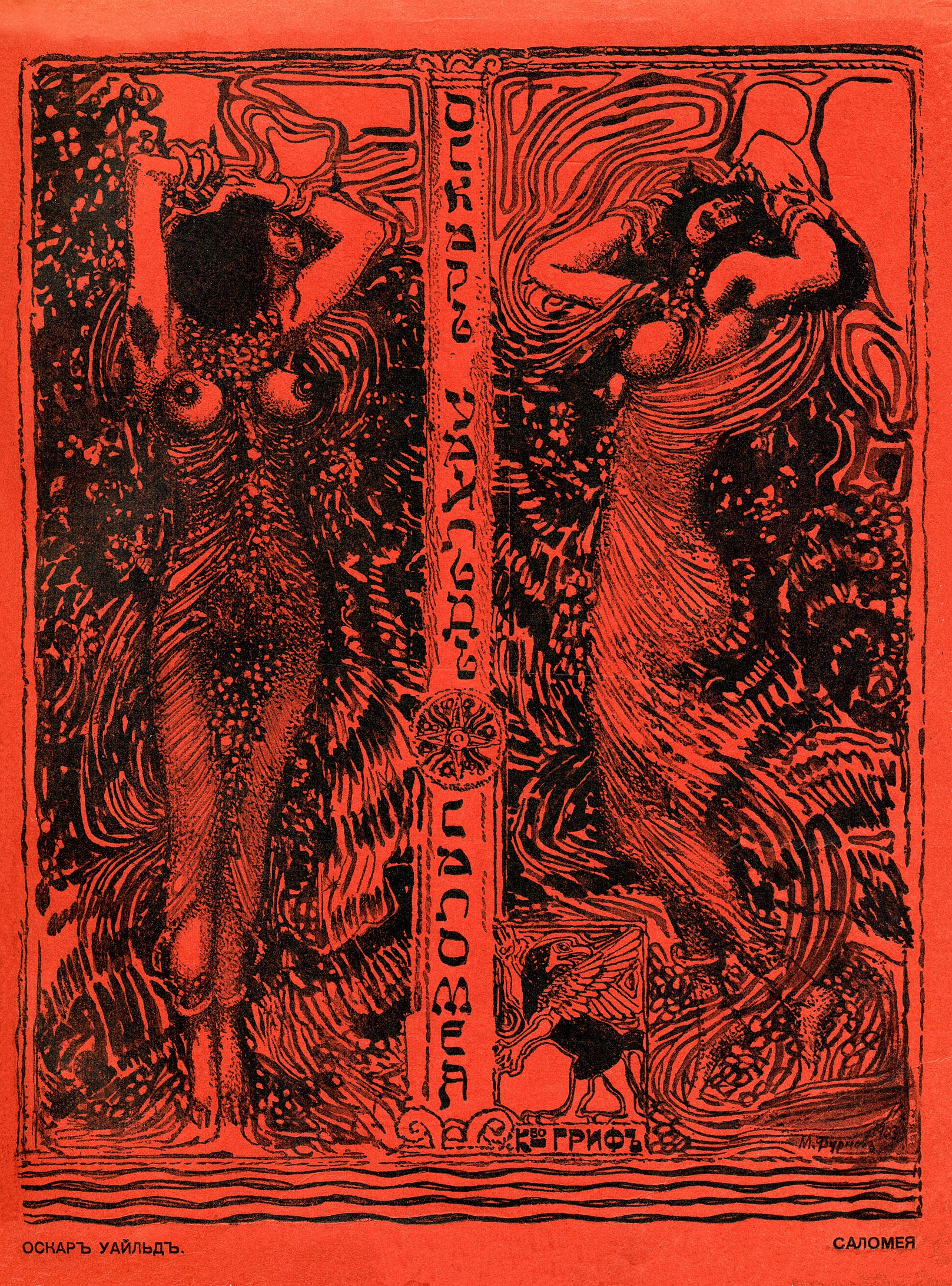
Portada de Salomé.

- 1891 El crim de lord Arthur Saville i altres relats.
  - El crim de lord Arthur Savaville.
  - El fantasma de Canterville.
  - L'esfinx sense secret.
  - El model milionari.
  - El retrat del sr. W.H..
- 1893 Teleny.
- 1905 De profundis.

### Contes
- 1888 El Príncep Feliç i altres contes.
  - El príncep feliç.
  - El rossinyol i la rosa.
  - El fantasma de Canterville.
  - El gegant egoista.
  - L'amic fidel.
  - El famós coet.
- 1892 Una casa de magranes.
  - El jove rei.
  - L'aniversari de la infanta.
  - El pescador i la seva ànima.
  - El nen estrella.

### Assaigs
- 1891 Intencions.
  - La decadència de la mentida
  - Ploma, llapis i verí.
  - El crític artista.
  - La veritat sobre les màscares.
- 1891-1904 L'ànima de l'home sota el socialisme.
- 1894 Frases i filosofies per a ús del jovent.
- 1894 Algunes màximes per a la instrucció dels super-educats.

### Poemes
- 1878 Ràvena.
- 1881 Poemes.
- 1894 Poemes en prosa.
- 1894 L'esfinx.
- 1898 La balada de la presó de Reading.

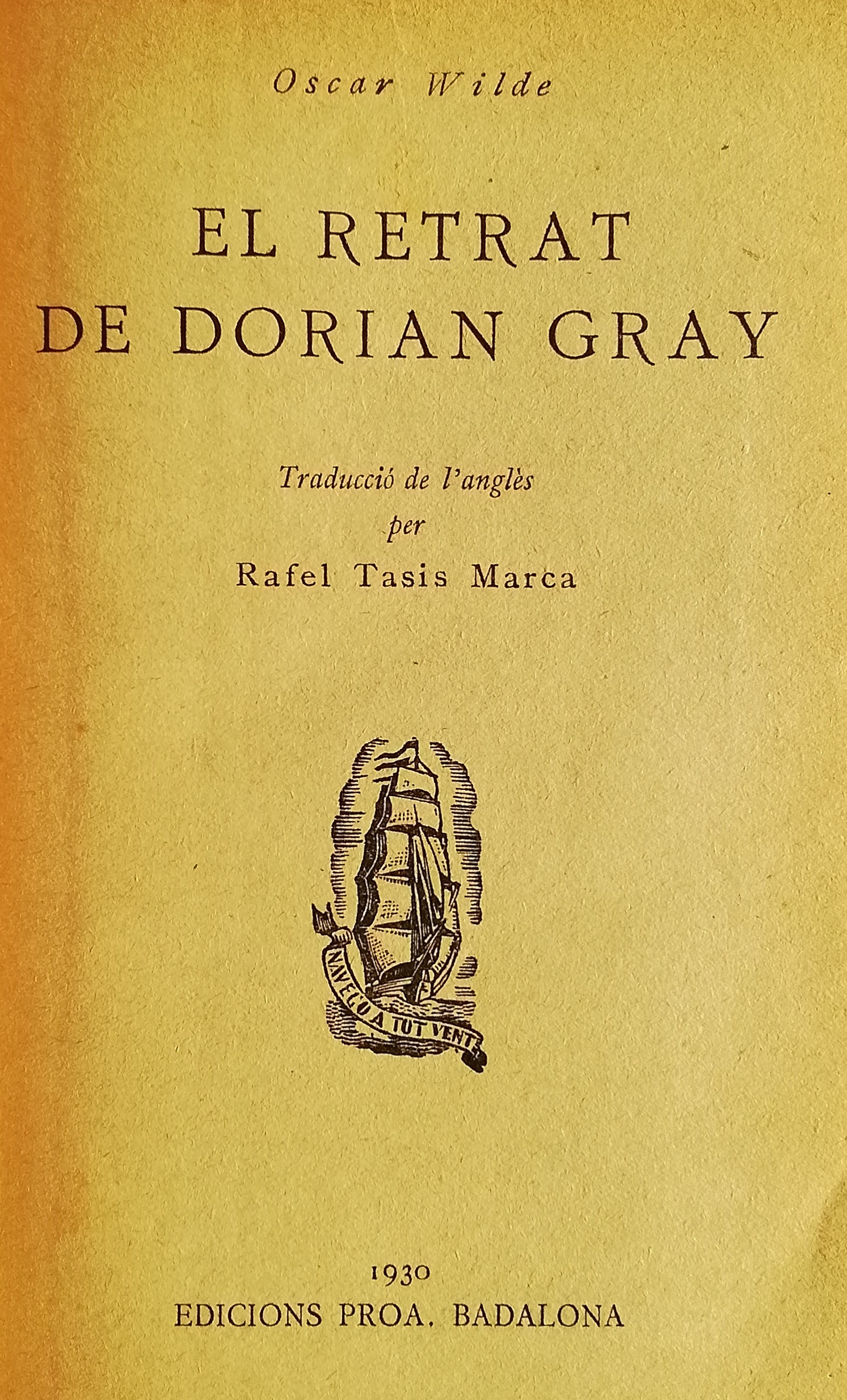
The Picture of Dorian Gray (El Retrat de Dorian Gray) traduït al català i publicat a Badalona l'any 1930 dins la col·lecció A Tot Vent

- The Picture of Dorian Gray (El Retrat de Dorian Gray) traduït al català i publicat a Badalona l'any 1930 dins la col·lecció A Tot Vent Requiescat.

### Obres de teatre
- 1880 Vera o els nihilistes
- 1883 La duquessa de Pàdua
- 1892 El ventall de Lady Windermere
- 1893 Una dona sense importància
- 1894 Salomé
- 1895 Un marit ideal
- 1895 La importància de ser Frank

## Traduccions al català
- L'ànima de l'home sota el socialisme i altres escrits sobre estètica, traducció a càrrec d'Emigdi Subirats i Sebastià, El Perelló, Aeditors, 2009.
- El retrat de Dorian Gray, traducció de Jordi Larios, Quaderns Crema, 1998 i 2008.
- El retrat de W. H, traducció de Xavier Pàmies, Adesiara, 2007.
- De profundis, traducció i pròleg de Jordi Larios, Quaderns Crema, 1996.
- El crim de Lord Arthur Savile, traducció de Jordi Larios, Quaderns Crema, 1995 i 2011.
- El ventall de Lady Windermere, traducció d'Odile Arqué, La Gent del Llamp, 1995.
- La importància de ser Frank, traducció de Jaume Auferil, Edicions 3 i 4, 2011.
- Un marit ideal, traducció de Jordi Sala Lleal, Institut del Teatre, 1999.
- La decadència de la mentida, traducció de Pau Cañigueral, Quaderns Crema, 2014.
- El fantasma de Canterville, traducció de Manuel de Montoliu, Quaderns Literàris,1935.
- De profundis, traducció d'Eloi M. Busquets, Edicions de la Ela Geminada, 2019.
- El crític com a artista, traducció de Pau Cañigueral, Edicions de la Ela Geminada, 2020.

## Pel·lícula biogràfica
El 1997 es va estrenar la pel·lícula Wilde, basada en la biografia de l'autor, que va escriure Richard Ellmann. La pel·lícula va ser dirigida per Brian Gilbert i protagonitzada per Stephen Fry. El paper de Lord Alfred Douglas, "Bosie", estava interpretat per Jude Law.